# Cabinet Dreyer III
Pour les articles homonymes, voir Cabinet Dreyer.
Land de Rhénanie-Palatinat
Dreyer II Schweitzer
Le cabinet Dreyer III (en allemand : Kabinett Dreyer III) est le gouvernement du Land de Rhénanie-Palatinat entre le 18 mai 2021 et le 10 juillet 2024, durant la 18e législature du Landtag.

## Historique du mandat
Ce gouvernement est dirigé par la ministre-présidente sociale-démocrate sortante Malu Dreyer, au pouvoir depuis 2013. Il est constitué et soutenu par une « coalition en feu tricolore » entre le Parti social-démocrate d'Allemagne (SPD), l'Alliance 90 / Les Verts (Grünen) et le Parti libéral-démocrate (FDP). Ensemble, ils disposent de 55 députés sur 101, soit 54,5 % des sièges du Landtag.
Il est formé à la suite des élections régionales du 14 mars 2021.
Il succède donc au cabinet Dreyer II, constitué et soutenu par la même coalition.

### Formation
Au cours du scrutin, le SPD confirme sa position de premier parti au Landtag tandis que les Grünen doublent leur groupe parlementaire et deviennent la deuxième force de la majorité au pouvoir devant le FDP.
Après avoir tenu des discussions exploratoires puis obtenu l'accord de leurs instances respectives, les sociaux-démocrates, les écologistes et les libéraux ouvrent le 23 mars 2021 des négociations en vue de rééditer la coalition en feu tricolore qu'ils forment ensemble depuis cinq ans. Un accord pour reconduire leur alliance tripartite est conclu le 30 avril suivant. L'entente est ratifiée dans la semaine qui suit par les trois formations politiques, qui s'accordent également sur la répartition des portefeuilles ministériels.
Malu Dreyer est réélue ministre-présidente lors de la séance constitutive de la législature du Landtag, le 18 mai, par 55 voix favorables, soit l'exact nombre de députés de la coalition en feu tricolore.

## Composition
- Les nouveaux ministres sont indiqués en gras, ceux ayant changé d'attributions en italique.

| Poste                                                                            | Ministre | Ministre                                                                                 | Parti  |
| -------------------------------------------------------------------------------- | -------- | ---------------------------------------------------------------------------------------- | ------ |
| Ministre-présidente                                                              |          | Malu Dreyer                                                                              | SPD    |
| Vice-ministre-présidente                                                         |          | Anne Spiegel (jusqu'au 07/12/2021) Katharina Binz (à partir du 15/12/2021)               | Grünen |
| Ministre de l'Économie, des Transports, de l’Agriculture et de la Viticulture    |          | Daniela Schmitt                                                                          | FDP    |
| Ministre du Travail, des Affaires sociales, de la Transformation et du Numérique |          | Alexander Schweitzer                                                                     | SPD    |
| Ministre de la Science et de la Santé                                            |          | Clemens Hoch                                                                             | SPD    |
| Ministre de l'Intérieur et des Sports                                            |          | Roger Lewentz (jusqu'au 12/10/2022) Michael Ebling (à partir du 13/10/2022)              | SPD    |
| Ministre de la Famille, des Femmes, de la Culture et de l’Intégration            |          | Katharina Binz                                                                           | Grünen |
| Ministre des Finances                                                            |          | Doris Ahnen                                                                              | SPD    |
| Ministre de l'Éducation                                                          |          | Stefanie Hubig                                                                           | SPD    |
| Ministre de la Justice                                                           |          | Herbert Mertin                                                                           | FDP    |
| Ministre du Climat, de l'Environnement, de l'Énergie et des Mobilités            |          | Anne Spiegel (jusqu'au 07/12/2021) Katharina Binz a.i. (jusqu'au 15/12/2021) Katrin Eder | Grünen |